# Jordan Mageo
Jordan Mageo (* 6. Januar 1997 in Thousand Oaks, Kalifornien) ist eine ehemalige Leichtathletin aus Amerikanisch-Samoa, die sich auf den Sprint spezialisiert hat.

## Sportliche Laufbahn
Jordan Mageo erhielt 2016 eine Wildcard für die Teilnahme an den Olympischen Sommerspielen in Rio de Janeiro, bei denen sie im 100-Meter-Lauf mit 13,72 s in der Vorausscheidungsrunde ausschied.

## Persönliche Bestleistungen
- 100 Meter: 13,72 s (−0,2 m/s), 12. August 2016 in Rio de Janeiro
- 400 Meter: 61,62 s, 19. April 2012 in San Diego (Landesrekord)
- 100 m Hürden: 15,83 s, 12. Mai 2015 in San Diego (Landesrekord)
- 400 m Hürden: 67,87 s, 2. April 2016 in San Diego (Landesrekord)